# Hans Schweighart

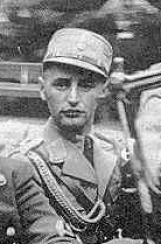
Hans Schweighart (1933)

Johann Hans Schweighart (* 12. Juli 1894 in Allach bei München; † 1. Juli 1934 im KZ Dachau) war ein deutscher Fememörder und SA-Führer. Er war einer der Getöteten des sogenannten Röhm-Putsches.

## Leben und Wirken

### Jugend, Erster Weltkrieg und Nachkriegszeit
Schweighart war der Sohn des Volksschullehrers Hans Schweighart und seiner Ehefrau Franziska, geb. Rentsch. Nachdem er krankheitsbedingt das Gymnasium in der 8. Klasse verlassen hatte, trat er in die Bayerische Armee ein, aus der er im April 1914 als Unteroffizier entlassen wurde. Sein Plan, das Abitur nachzumachen und Medizin zu studieren, kam aufgrund des Ausbruchs des Ersten Weltkriegs nicht mehr zustande. Stattdessen nahm er von 1914 bis 1918 am Krieg teil, in dem er 1916 zum Leutnant der Reserve befördert wurde. Nach Kriegsende gehörte Schweighart einige Wochen lang einer Abwicklungsstelle an, aus der er aufgrund von Konflikten mit den Arbeiter- und Soldatenräten ausschied. Am 1. Mai 1919 trat er in das Freikorps Epp ein. Anschließend wurde er in das bayerische Schützenregiment 41 aufgenommen, aus dem er im Oktober 1919 wegen Offiziersabbaus im Zusammenhang mit den Versailler Friedensbestimmungen entlassen wurde. Im November 1919 wurde er Mitglied des Freikorps Berthold im Baltikum, aus dem er aber wegen Differenzen mit Berthold wieder entlassen wurde. Ebenso schied er nach kurzer Zeit aus der Brigade Loewenfeld aus.
Nach einem längeren Lazarettaufenthalt in Hamburg kehrte Schweighart im Mai 1920 nach München zurück. Von Mai bis August 1920 arbeitete er im Referat für auswärtige Angelegenheiten des Bayerischen Ordnungsblocks. Zur selben Zeit arbeitete Schweighart zeitweise in dem Gerätelager der Reichswehr, für das damals der Hauptmann Ernst Röhm, der spätere Stabschef der SA, zuständig war, den er spätestens bei dieser Gelegenheit kennenlernte. Nach einer kurzen Beschäftigung bei seinem Freund German Böhm war er seit Anfang September 1920 ohne ständige Arbeit.

### Tatsächliche und vermeintliche Verwicklungen in Fememorde
Am 6. Oktober 1920 in München war Schweighart beim Fememord an dem Dienstmädchen Maria Sandmayr, die gedroht hatte, beim Entwaffnungskommissar des Reiches ein verstecktes Waffenlager der Freikorpsbewegung auf dem Schloss ihres ehemaligen Dienstherren anzuzeigen, beteiligt. Der Mörder, der das Opfer erdrosselte, war Hermann Berchtold, der 1931 den Mord gestand.
Obwohl er offiziell als dringend tatverdächtig gesucht wurde, gelang es Schweighart mit Hilfe der von Ernst Pöhner geführten Münchener Polizei, die mit der
völkischen Rechten sympathisierte, nach Österreich zu fliehen. Zu diesem Zweck hatte die Polizei ihm einen falschen Pass ausgestellt.
In Österreich war Schweighart erneut in Waffengeschäfte verwickelt. Außerdem pflegte er enge Kontakte zu den Führern der österreichischen Heimwehren.
Erst mehr als ein Jahr nach der Ermordung Sandmayrs konnte Schweighart im Dezember 1921 in Innsbruck verhaftet werden. Ein Verfahren gegen ihn kam nach seiner Auslieferung nach Bayern nicht mehr zustande, da er anhaltende Protektion durch die Münchener Polizei genoss. Zudem lehnte die ebenfalls mit der völkisch-nationalistischen Rechten sympathisierende Staatsanwaltschaft die Einleitung eines Hauptverfahrens gegen ihn ab, da „eine volle [!] Aufklärung nach dem Ergebnis der Voruntersuchung nicht zu erwarten“ sei.
Am 22. Dezember 1922 wurde Schweighart demzufolge wieder auf freien Fuß gesetzt. Auf Vermittlung von Ernst Röhm und Franz von Epp erhielt er eine Anstellung als Forstbediensteter bei Herzog Wilhelm Ludwig am Tegernsee, wo er nach Polizeiberichten nur wenige Stunden am Tag arbeitete und sich sonst amüsierte.
Am 11. Juli 1924 wurde Schweighart erneut in Untersuchungshaft genommen, die aber schließlich außer Kraft gesetzt wurde. Anschließend arbeitete er bis Januar 1926 bei der Automobilvertretung von German Böhm. Im selben Jahr wurde er wegen des Verdachts, 1921 den USPD-Politiker Karl Gareis ermordet zu haben, wiederum in Untersuchungshaft genommen. Nach seiner Freilassung verliert sich Schweigharts Spur für einige Jahre. 1932 ist er als Verkaufsleiter der Ford Autovertriebsgesellschaft nachweisbar.

### Karriere in der SA und Tod
Um 1931 schloss Schweighart sich der SA an, in der er als Duzfreund von Ernst Röhm rasch Karriere machte. Bis 1932 soll er die Münchener Polizei als Spitzel mit Informationen über Partei-Interna versorgt haben. Kurz nach der nationalsozialistischen „Machtergreifung“ im Frühjahr 1933 wurde Schweighart als „Adjutant der SA“ in den Stab seines alten Freundes Franz von Epp aufgenommen, der nun Reichsstatthalter in München war. Nachdem er Epps Stab vom 10. April bis zum 15. Dezember 1933 angehört hatte, wechselte Schweighart als Adjutant in den Stab von Röhm.
Am Morgen des 30. Juni 1934 wurde Schweighart zusammen mit Röhm und einigen Angehörigen seines Stabes im Zuge der Röhm-Affäre in Bad Wiessee verhaftet und ins Gefängnis München-Stadelheim verbracht. Nachdem Röhm dort am Abend des 1. Juli in seiner Zelle erschossen worden war, wurde Schweighart zusammen mit den SA-Führern Edmund Paul Neumayer, Erich Schiewek und Max Vogel ins KZ Dachau überführt und dort am frühen Abend von der Leibstandarte SS Adolf Hitler erschossen.
Durch den Führerbefehl Nr. 26 der Obersten SA-Führung wurde Schweighart postum unter Enthebung seiner Dienststellung und Aberkennung seines Dienstgrades aus der SA ausgestoßen.

## Beförderungen
- 24. Juni 1932: SA-Sturmführer[7]
- ? : SA-Sturmbannführer
- 20. Juli 1933: SA-Standartenführer[8]

## Bild
- Internationales Criminal Polizeiblatt, 1920, Nummer 45, S. 163 (Fahndungsnummer 354).